# Gilberto da Silva Melo
Gilberto da Silva Melo (kortweg Gilberto), (Rio de Janeiro, 25 april 1976) is een Braziliaans voetballer. Hij speelt sinds april 2012 voor América MG. Gilberto speelde meer dan twintig interlands voor het Braziliaans voetbalelftal.

## Vorige clubs
- América RJ (1993-1996)
- CR Flamengo (1996-1998)
- Cruzeiro EC (1998-1999)
- Internazionale (1999-juni 1999)
- CR Vasco da Gama (juni 1999-2002)
- Gremio (2002-2004)
- AD São Caetano (2004-juni 2004)
- Hertha Berlijn (juni 2004-2008)
- Tottenham Hotspur (januari 2008-2009)
- Cruzeiro EC (2009-2011)
- EC Vitoria (2011-2012)
- América MG (2012-...)